# Brahim Gali
Brahim Gali (àrab: إبراهيم غالي, Ibrāhīm Ḡālī) (Smara, 16 de setembre de 1949) és un polític sahrauí, secretari general del Front Polisario i president de la República Àrab Sahrauí Democràtica (RASD), càrrecs que exerceix des de 2016. És una figura històrica de la lluita per l'autodeterminació del poble sahrauí, per tal com ha participat en la creació del Harakat Tahrir, en la revolta de Zemla de 1970, en la fundació del Front Polisario el 1973 i en la fundació de la RASD el 1976, en la guerra del Sàhara Occidental i en les negociacions de pau amb l'Organització de les Nacions Unides i el Regne del Marroc.

## Biografia
Va néixer a Smara, llavors sota dominació espanyola. Gali es va unir al regiment auxiliar de les Tropas Nómadas dirigides per Espanya a finals de la dècada del 1960, essent destinat a Smara per a tasques administratives. Després de diverses reunions amb Basiri i altres activistes sahrauís, van decidir crear el Moviment Nacional d'Alliberament Sahrauí (MNLS) el 1969, amb Gali com a secretari d'afiliació de l'organització. Va participar en la manifestació de l'MNLS desenvolupada a Al-Aaiun el 17 de juny de 1970, que va ser coneguda com la Intifada de Zemla. Detingut aquella mateixa nit per soldats espanyols, va ser sentenciat a un any de presó per les seves activitats polítiques. Va ser alliberat el 1971, però va ser detingut de nou el 1972 per participar en manifestacions.
El 1973 va ser un dels fundadors del Front Polisario i va ser triat com el primer secretari general del moviment en el seu congrés constitutiu. Al costat de Mustafà Said Al-Uali, Gali va liderar l'atac a El-Khanga, la primera acció militar del Front Polisario contra l'exèrcit espanyol, guanyant la posició i reunint armes i equipament. El 1974, quan El Uali va ser elegit com a nou secretari general del Front Polisario, Gali va passar a comandar l'Exèrcit d'Alliberament Popular Sahrauí, ala militar del Front Polisario. El 22 d'octubre de 1975, Gali, Al-Uali i Mahfoud Ali Beiba es van reunir amb el general espanyol Federico Gómez de Salazar, aleshores governador del Sàhara Espanyol, en la primera trobada oficial entre representants del Govern espanyol i el Front Polisario. Les negociacions es van trencar poc després al no assistir Gali a una altra reunió amb Gómez de Salazar el 29 octubre, mentre Espanya declarava el toc de queda a Al-Aaiun.
El 4 de març de 1976 va ser designat com a ministre de defensa en el primer govern de la República Àrab Sahrauí Democràtica, proclamada a Bir Lahlu el 27 de febrer. Es va mantenir en el càrrec fins a 1989, quan va ser elegit Comandant en cap de la Segona Regió Militar. Després de l'alto el foc aconseguit el 1991, Gali va ser nomenat el 1999 representant del Front Polisario a l'Estat espanyol, càrrec que va exercir fins al febrer del 2008. Mesos després va ser nomenat ambaixador sahrauí a Algèria, càrrec que va exercir fins al desembre del 2015.

## Presidència de la RASD
El 9 de juliol de 2016, en unes eleccions realitzades als camps de refugiats de la província de Tindouf, Gali va ser escollit com a nou president de la RASD i secretari general del Front Polisario, després de la mort de Mohamed Abdelaziz. El 28 de novembre de 2018 va fer una visita a Mèxic, per a estar present en la presa de possessió del president de Mèxic, Andrés Manuel López Obrador.
El 14 de novembre de 2020, Gali va declarar oficialment el trencament de l'alto el foc signat amb el Marroc el 1991 i va declarar l'estat de guerra arran del bloqueig del pas fronterer de Guerguerat i els enfrontaments posteriors.